# Vladimir Grigor'evič Ermolaev
Vladimir Grigor'evič Ermolaev, in russo Владимир Григорьевич Ермолаев? e traslitterato anche come Vladimir Grigoryevich Yermolaev o Vladimir Grigorjevich Jermolaev (1909 – 31 dicembre 1944), è stato un ingegnere aeronautico sovietico.
Ermolaev fu un progettista di aeroplani sovietici, general maggiore del servizio tecnico, si laureò all'Università Statale di Mosca nel 1931. Lavorò alla costruzione dello Stal'-7 nell'ufficio tecnico di Roberto Oros di Bartini. Nel 1939, dopo l'arresto di Bartini da parte della polizia politica, divenne il capo dell'ufficio tecnico. Guidò, aiutato dallo stesso Bartini ancora in prigionia, lo sviluppo dallo Stal'-7 e la successiva produzione del bombardiere a lungo raggio Er-2 (o DB-240) e della sua evoluzione con motori Čaromskij AČ-30, lo Er-4, che rimase allo stadio progettuale.
Ermolaev morì nel 1944 di tifo ed il suo OKB venne ereditato da Pavel Suchoj.